# LG Offenburg
Die LG Offenburg (Leichtathletik Gemeinschaft Offenburg) ist ein Leichtathletikverein aus Offenburg.
Am 26. November 1970 entstand die Gemeinschaft aus den Vereinen TV von 1848, Eisenbahnersportverein, Postsportverein und DJK Offenburg. Nachdem die ersten drei Vereine inzwischen zum ETSV Offenburg fusionierten, besteht die Gemeinschaft heute aus den Gründungsmitgliedern ETSV Offenburg und DJK Offenburg sowie aus den später hinzugekommenen TuS Rammersweier und TV Ortenberg.
Den ersten deutschen Meistertitel für die Offenburger gewann 1972 die Hochspringerin Ellen Mundinger; bei den Olympischen Spielen 1972 belegte Mundinger den zehnten Platz. Der Hochspringer Andreas Surbeck startete von 1979 bis 1981 für die LG Offenburg, bevor er zum VfL Sindelfingen wechselte.
In den 1990er Jahren waren der 800-Meter-Läufer Jörg Haas, der Geher Robert Ihly sowie die 400-Meter-Hürden-Läufer Ulrike Heinz und Steffen Kolb für den Verein erfolgreich; die Mittelstrecklerin Kristina da Fonseca-Wollheim startete 1992 und 1993 für die LG Offenburg.
Erfolgreichste Athletin des Vereins ist die Speerwerferin Christina Obergföll mit zwei olympischen Silbermedaillen (2008, 2012) einer Gold- (2013) und zwei Silbermedaillen (2005, 2007) bei Weltmeisterschaften und zwei Silbermedaillen (2010, 2012) bei Europameisterschaften. Obergföll ist vierfache deutsche Meisterin und fünffache Vizemeisterin. 
2009 bis 2011 sowie 2013 wurde Matthias Bühler deutscher Meister im 110-Meter-Hürdenlauf und damit neben Obergföll zweiter Spitzenathlet der LG Offenburg.
Auch der Goldmedaillengewinner im Speerwurf bei den Leichtathletik-Weltmeisterschaften 2017, Johannes Vetter, gehört zur LG Offenburg.
Anfang Mai jeden Jahres ist die LG Offenburg zusammen mit der Stadt Offenburg Veranstalter des Badenova Stadtlaufs Offenburg über 7,5 km, der 2012 zum 18. Mal ausgetragen wurde. Darüber hinaus organisiert der Verein seit 2017 das Speerwurfmeeting Offenburg.